# ويل فرنسيس
ويل فرنسيس (بالإنجليزية: Wil Francis)‏ هو موسيقي ومغني ومنتج أسطوانات وكاتب أغاني وشاعر أمريكي، ولد في 8 يناير 1982 في سياتل في الولايات المتحدة.

## وصلات خارجية
- الموقع الرسمي
- ويل فرنسيس على موقع IMDb (الإنجليزية)
- ويل فرنسيس على موقع ميوزك برينز (الإنجليزية)
- ويل فرنسيس على موقع إن إن دي بي (الإنجليزية)
- ويل فرنسيس على موقع ديسكوغز (الإنجليزية)